# День рождения (мультфильм, 1982)
«День рождения» — советский мультфильм, снятый на Свердловской киностудии в 1982 году.

## Сюжет
Как добрые соседи-бобры наказали жадного гнома.
Этот мультфильм повествует про жадного гнома, который сам пострадал из-за своей скупости. Он читал спокойно книжку и яйца птиц считал. Вдруг… Вылупилось яйцо — и родился грачонок. Грачонок сказал, что он вылупился из яйца. Позже сказал, что хочет есть — а Гном причитал про грача (что "вместо еды родился едок; не успел родиться, а уже просит есть просит!"). Гном взял кусок сахара и отругал грачонка (приняв его за вора). Маленькие гномы по сравнению с людьми живут очень-очень долго, так долго, что порой забывают о своих днях рождениях. Вот так и герой мультфильма совершенно запамятовал, что ему вот-вот стукнет 524 года. Всю свою жизнь гном только тем и занимался, что копил богатства и в конце концов стал невообразимым скрягой. А вот добрые зверушки не забыли, что у соседа праздник, и решили испечь ему вкусный торт. Первый бобрёнок попросил муки, второй бобрёнок малину, а третий бобрёнок яйца для теста. А Гном схитрил и дал второму бобрёнку кислой клюквы. Правда, продуктов для сладости не хватает, поэтому за ними приходится обращаться к жадине-гному. Тот ссудил им вместо сахара соль, кислые ягоды и немного муки. Ну что ж, из чего было, из того и испекли именинный пирог. Оказывается, удивить можно и маленького скрягу на 524 году жизни…

## Создатели
- Автор сценария — Михаил Липскеров
- Режиссёр-постановщик — Галина Тургенева
- Художник-постановщик — Н. Павлов
- Оператор-постановщик — Валентин Баженов
- Композитор — Владислав Казенин